# Kadsura marmorata
Kadsura marmorata là một loài thực vật có hoa trong họ Schisandraceae. Loài này được (Hend. & A.A.Hend.) A.C.Sm. miêu tả khoa học đầu tiên năm 1947.